# Mario Joyner
Mario Joyner (nascido em 03 de outubro de 1961) é um comediante stand-up americano. Ele é um amigo de longa data e colaborador frequente dos comediantes Chris Rock e Jerry Seinfeld.
Ele participou regularmente do The Chris Rock Show e  Todo Mundo Odeia o Chris, além de ter atuado em dois episódios de Seinfeld. Em 2007, ele voltou a trabalhar com Seinfeld e Rock na animação Bee Movie, onde dublou a abelha Jackson. Ao longo da carreira, Joyner abriu diversos shows para Rock (durante sua turnê "No Apologies") e Seinfeld. Ele apareceu em Comedians in Cars Getting Coffee com Jerry Seinfeld em julho de 2019.
De 1988 a 1992, Joyner apresentou o Half Hour Comedy Hour, na MTV.
Em Todo Mundo Odeia o Chris, ele interpretou o "Dr. Informação", que costumava explicar ao público frases e conceitos da cultura afro-americana, entre outras coisas (ex: Kwanzaa, X-9, gota, androgenia e fitas mix). 
No cinema, estreou em 1987 no filme Three Men and a Baby como um taxista. Posteriormente, atuou nas comédias Down to Earth, Pootie Tang e Bucky Larson: Born to Be a Star. Em 2011, ele teve um papel menor na comédia romântica Just Go with It, como Handerson, um motorista de limousine contratado pela personagem de Jennifer Aniston. 